# Fabian Allen
Fabian Anthony Allen (* 7. Mai 1995 in Kingston, Jamaika) ist ein jamaikanischer Cricketspieler, der seit 2018 für das West Indies Cricket Team spielt.

## Aktive Karriere
Allen spielte seit der Saison 2018 für die St Kitts and Nevis Patriots, während er zuvor nur als Ersatzspieler zum Einsatz kam. Nach guten Leistungen im A- und B-Team wurde er von den Selektoren der West Indies für internationale Begegnungen vorgesehen. Sein Debüt in der Nationalmannschaft gab Allen im ODI- und Twenty20-Cricket zu Beginn der Saison 2018/19 in Indien. Daraufhin wurde er für den Cricket World Cup 2019 nominiert und konnte dort gegen Sri Lanka mit 51 Runs sein erstes Half-Century erzielen. Im Oktober 2019 zog er sich eine Knieverletzung zu, kam aber schnell wieder zurück. In der Folge verblieb er im Team, konnte jedoch kaum herausstechen. An der Caribbean Premier League 2020 konnte er nicht teilnehmen, da er seinen Flug verpasste. Er war Teil des geplanten Teams beim ICC Men’s T20 World Cup 2021, kam dort jedoch nicht zum Einsatz, da er auf Grund einer Knöchelverletzung kurz vor dem Turnier aus dem Kader gestrichen wurde. In der Saison 2022 spielte er für die Mumbai Indians in der Indian Premier League. Aus persönlichen Gründen lehnte er die Nominierung für die West Indies bis zum August ab und lehnte einen neuen Vertrag mit dem Verband ab. In der Folge fand er dann jedoch keine Berücksichtigung im Kader. So spielte er in zahlreichen Twenty20-Ligen der Welt. Erst im Mai 2024 fand er gegen Südafrika wieder in den Kader der Nationalmannschaft, als zahlreiche Spieler auf Grund der parallel stattfindenden Indian Premier League 2024 pausierten.